# Elektrownia Warszawska
Elektrownia Warszawska (Warschauer Elektrizitätswerk), auch als Elektrownia Powiśle (Elektrizitätswerk Powiśle) und später als Elektrownia Miejska (Städtisches Elektrizitätswerk) bezeichnet, war das erste gesamtstädtische Elektrizitätswerk Warschaus und lag im Stadtteil Powiśle des Warschauer Innenstadtbezirks. Das Steinkohlekraftwerk war von 1904 bis zum Jahr 2001 in Betrieb; denkmalgeschützte Teile sind heute in einen modernen Multifunktions-Gebäudekomplex integriert, der die vormalige Industriebrache revitalisiert.

## Geschichte
Im Auftrag der Warschauer Stadtverwaltung hatte der britische Ingenieur William Heerlein Lindley bereits im Oktober 1898 erste Planungen für ein städtisches Kraftwerk- und Elektrifizierungsprojekt vorgelegt.
Im Jahr 1902 erteilte der Stadtmagistrat in Absprache mit den Behörden des Weichsellandes der russischen Niederlassung des deutschen Konzerns Schuckert & Co. (Rosyjskie Towarzystwo Elektryczne Schuckert i S-ka) eine Konzession zur Errichtung des ersten städtischen Kraftwerks in Powiśle mit Betrieb des notwendigen Stromnetzes und der elektrischen Straßenbeleuchtung. Bestandteil der Konzessionsvertrages war die Zusage der Stadt an den Konzessionär, die Stadt 35 Jahre lang exklusiv mit Strom versorgen zu können. Der Standort zwischen der Weichsel und dem Stadtzentrum Warschaus ermöglichte die kostengünstigste Anlage des Werkes und des Stromnetzes. Es wurden zunächst drei Generatoren der Siemens-Schuckertwerke (SSW) aus Berlin-Siemensstadt verbaut, womit eine Leistung von 3 × 500 Kilowatt erreicht wurde.
Im November 1904 wurde das Kraftwerk in Betrieb genommen. Im selben Jahr wurde die Konzession von einer eigens von Schuckert dafür in Paris gegründeten Gesellschaft mit deutschem und französischem Kapital übernommen: der Compangnie d'Eléctricité de Varsovie (poln.: Towarzystwo Elektrycznościw Warszawie S.A.). Die Aktionäre der neuen Gesellschaft waren neben Schuckert (5000 Aktien) die AEG (2000 Aktien), Lahmeyer & Co. (2414 Aktien), die Continentale Gesellschaft für elektrische Unternehmungen (1091 Aktien), die Société Industrielle d'Energie Electrique (8195 Aktien) sowie die Banque pour le Commerce et Industrie (300 Aktien).
Die Gründung als ausländisches Unternehmen diente der Umgehung eines polnischen Gesetzes und ermöglichte eine höhere Gewinnabschöpfung. Die Konstruktion führte zu einem jahrelangen Streit zwischen dem Kraftwerksbetreiber und der Stadt. 1924 erhielt das Kraftwerk einen Gleisanschluss zum Bahnhof Warszawa Gdańska. Die Siemens-Generatoren der Erstausstattung wurden 1925 ausrangiert. Im Laufe der weiteren Entwicklung wurden unterschiedliche Turbinensätze verwendet, darunter Turbinen von AEG Berlin und Brown, Boveri & Cie., Société Alsacienne de Constructions Mécaniques (SACM) mit Generatoren von SSW, Elektrizitäts-AG vormals W. Lahmeyer & Co., oder SACM. Kessel wurden von Fitzner und Gamper aus Sosnowitz, von Babcock & Wilcox sowie von Cegielski geliefert.
Im Mai 1936 gewann die Stadt den seit dem Ersten Weltkrieg andauernden Streit mit dem Konzessionär. Als Folge ging das Werk 1937 gegen Zahlung einer Entschädigung in das Eigentum der Stadt über; eine Kampagne zur Förderung der Nutzung von Elektrizität im Alltag wurde begonnen. Bei Ausbruch des Zweiten Weltkriegs wurden unter dem Werksgelände Schutzräume errichtet und im Außenbereich Flugabwehrgräben ausgehoben.

### Zweiter Weltkrieg

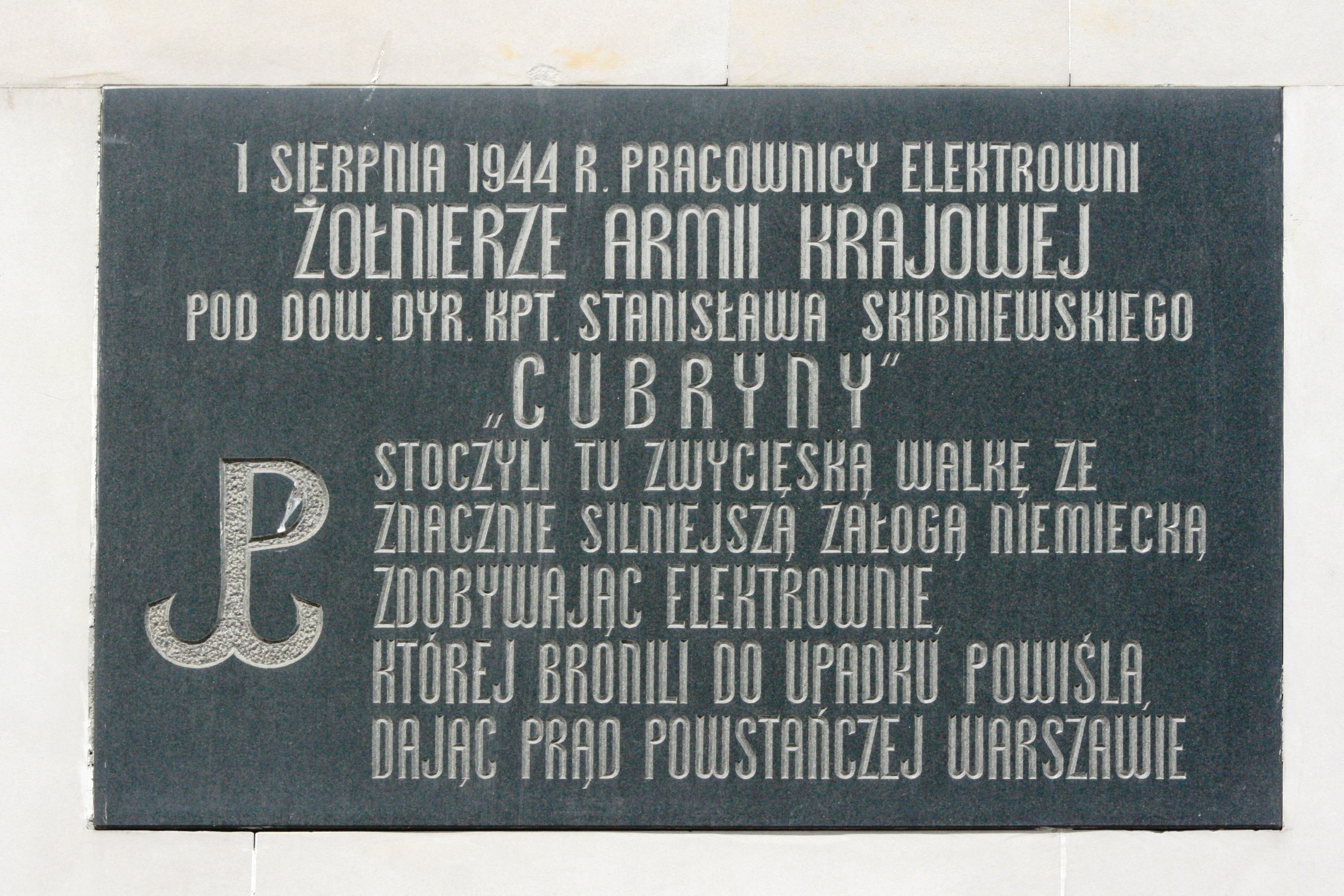
Gedenktafel zum Kampf der Mitarbeiter des Kraftwerks gegen deutsche Truppen während des Warschauer Aufstands

Im September 1939 wurde das Kraftwerk wiederholt von deutschen Truppen beschossen – es kam zu Toten und erheblichen Schäden, aber es gelang, nach kurzer Abschaltung den Betrieb des Kraftwerks bei reduzierter Leistung wieder aufzunehmen.
Am ersten Tag des Warschauer Aufstands eroberten die Aufständischen das von rund 200 Wehrmachtssoldaten, SA-Männern und Gendarmen besetzte Kraftwerk. In den folgenden fünf Wochen beschossen die Deutschen das Kraftwerk unter anderem von einem Kanonenboot auf der Weichsel aus. Am 4. September 1944 wurde das Werk von der deutschen Luftwaffe bombardiert. Die Stromproduktion wurde unterbrochen und konnte aufgrund des Ausmaßes der Zerstörung nicht wieder aufgenommen werden. Nach schweren Kämpfen zogen sich die Aufständischen am 5. September aus dem Kraftwerksgelände zurück. Nach dem Ende des Aufstands transportierten die Deutschen die noch vorhandenen Maschinen und Geräte aus dem Werk ab. Aufgrund der Zerstörung einer Abwasserpumpstation während des Aufstands liefen die Keller des Kraftwerks voll.

### Nachkriegszeit
Am 18. Januar 1945  begannen die Arbeiten zum Wiederaufbau der Anlage. Die sowjetische Militärmission unterstützte dabei von März bis September 1945. Aus der Sowjetunion erhielt das Kraftwerk Maschinen und Werkzeuge. Der erste Turbogenerator konnte bereits im April 1945 wieder in Betrieb genommen werden; der Wiederaufbau des Kraftwerks war 1951 abgeschlossen. Die damalige Gesamtleistung lag bei 78 Megawatt. Nach einer Modernisierung in den Jahren 1951 bis 1953 stieg die Spitzenlast auf 100 MW. Das vom Kraftwerk mit Fernwärme versorgte Gebiet im Zentrum der Stadt Warschau umfasste Mitte der 1950er Jahre eine Fläche von 3,65 Quadratkilometern.

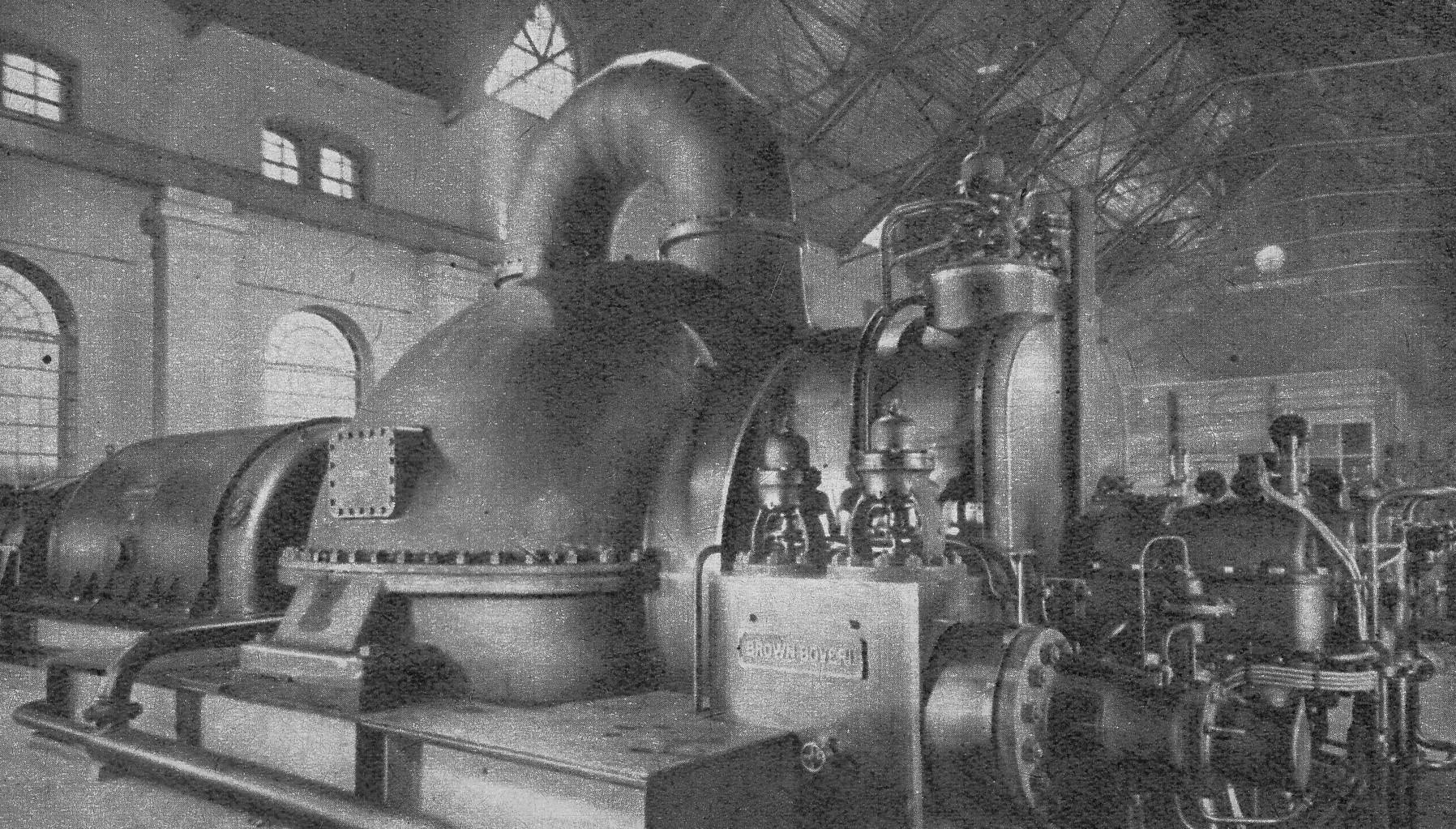
Ein Brown-Boveri-Turbinensatz aus dem Jahr 1937
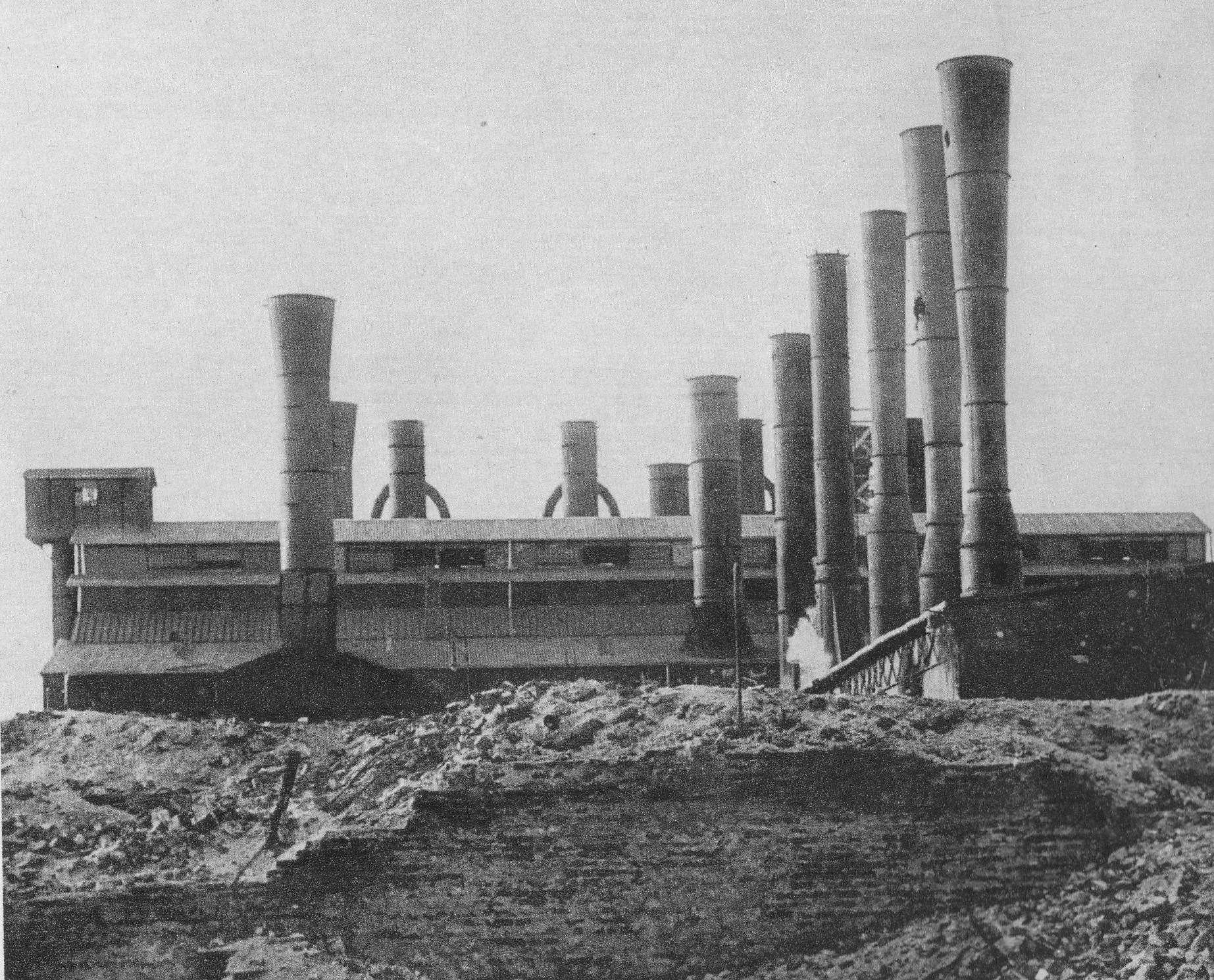
Das teilweise zerstörte Werk im Jahr 1945
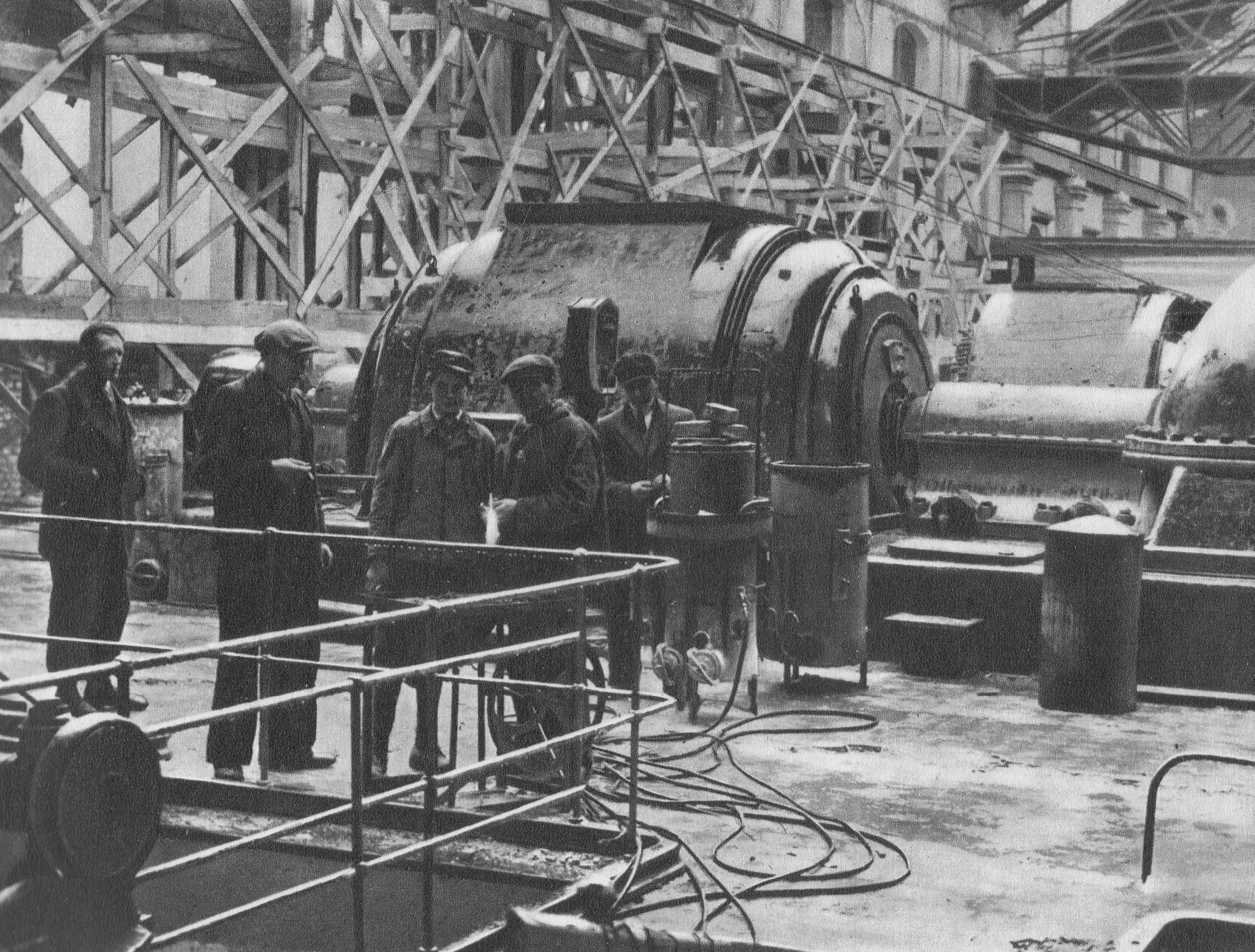
Wiederaufbauarbeiten, 1945
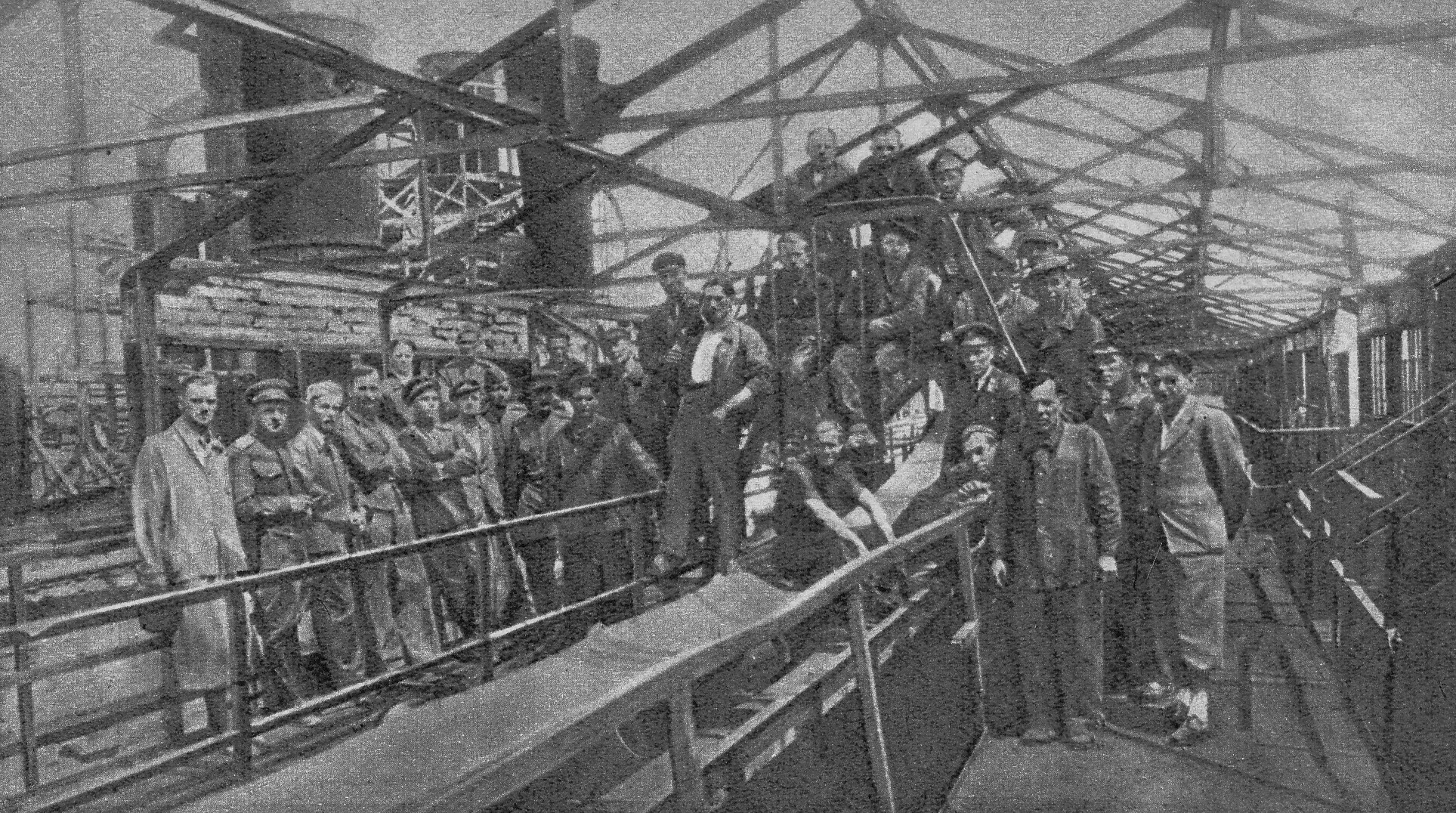
Polnische Arbeiter und sowjetische Spezialisten beim Wiederaufbau, 1945

Am 22. Dezember 2000 wurde letztmalig Kohle (aus dem Bergwerk im schlesischen Wesoła) angeliefert. Am 2. April 2001 erfolgte die dauerhafte Abschaltung des Heizkraftwerks; der Warmwasser-Bedarf der Innenstadt wurde vom Kraftwerk Siekierki gedeckt. Es begann die schrittweise Demontage. Die Konzession zur Strom- und Warmwasserproduktion wurde am 7. Januar 2002 aufgehoben. Im Februar 2003 erfolgte die Demontage des letzten Schornsteins. Eigentümer der Anlage war zu der Zeit der schwedische Vattenfall-Konzern (Elektrociepłownie Warszawskie S.A.). Ein Grund zur Stilllegung waren Umweltschutzaspekte. Da Immobilienentwickler Interesse an einem Erwerb der in attraktiver Lage liegenden, ehemaligen Fabrikgeländes zeigten, setzten Historiker und Lokalpolitiker die Aufnahme von alter Bausubstanz in die städtische Denkmalliste durch. 2004 wurden zwei Schaltanlagen, der unterirdische Wassertank, die Maschinenhalle sowie der Kesselraum Nr. 2 in das Register eingetragen. Das Gelände wurde von der Stadtplanung für Wohn- und Gewerbezwecke vorgesehen.

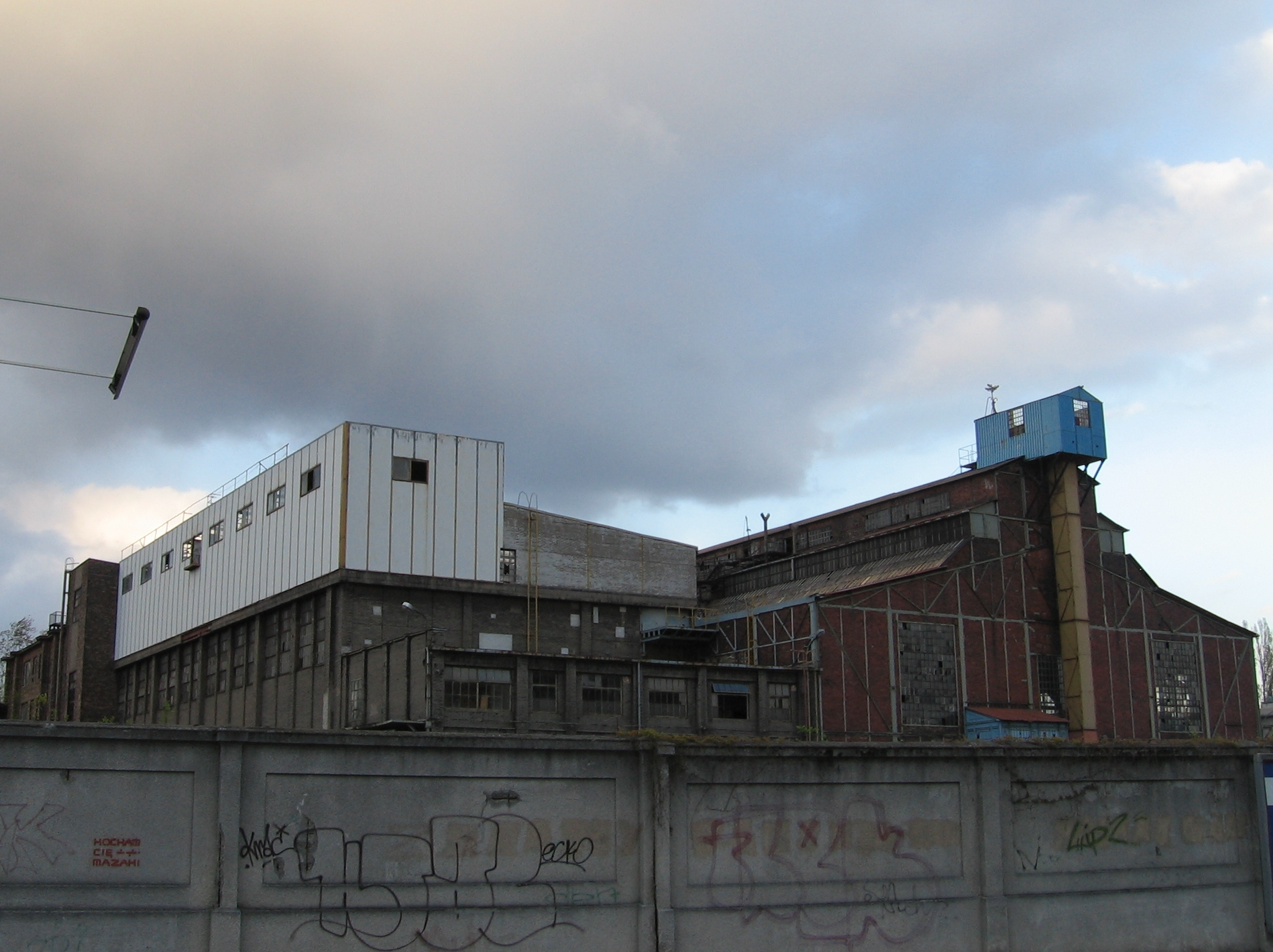
Umladestation und stillgelegtes Kesselhaus mit blauer Kabine an der Giebelspitze zum Kohletransport, 2007

Elektrociepłownie Warszawskie verkaufte im Jahr 2005 das Grundstück mit dem Fabrikkomplex an den irischen Developer Menolly Poland Sp. z o.o., der von 2008 bis 2010 zunächst im nördlichen Teil des Geländes – auf dem sich keine denkmalgeschützten Strukturen, sondern nur Lagerhallen und Kohlegruben befanden – einen Komplex aus luxuriösen Apartmentgebäuden errichtete.

## Redevelopment
Ursprünglich hatte Menolly geplant, auch den historischen und zu erhaltenen südlichen Teil des Kraftwerkkomplexes zu revitalisieren. Infolge der Immobilienkrise von 2008 zog sich das Unternehmen um 2012 aber aus Polen zurück. Die verlassenen und zunehmend verfallenden Kraftwerkshallen wechselten mehrfach den Besitzer, bis die Immobilienentwickler Tristan Capital Partners und White Star Real Estate den Plan realisierten.
Das Projekt, das aus der Renovierung der historischen Gebäude mit dem Ziel einer Umnutzung und dem Anbau von drei modernen Bürogebäuden und eines Apartmenthauses bestand, wurde vom Architekturbüro APA Wojciechowski entwickelt. Im Mai 2020 konnte der Gewerbe- und Dienstleistungsbereich Elektrownia Powiśle mit ca. 18.000 Quadratmetern Nutzfläche unter der Adresse ul. Dobra 42 eröffnen.

## Außenbereich

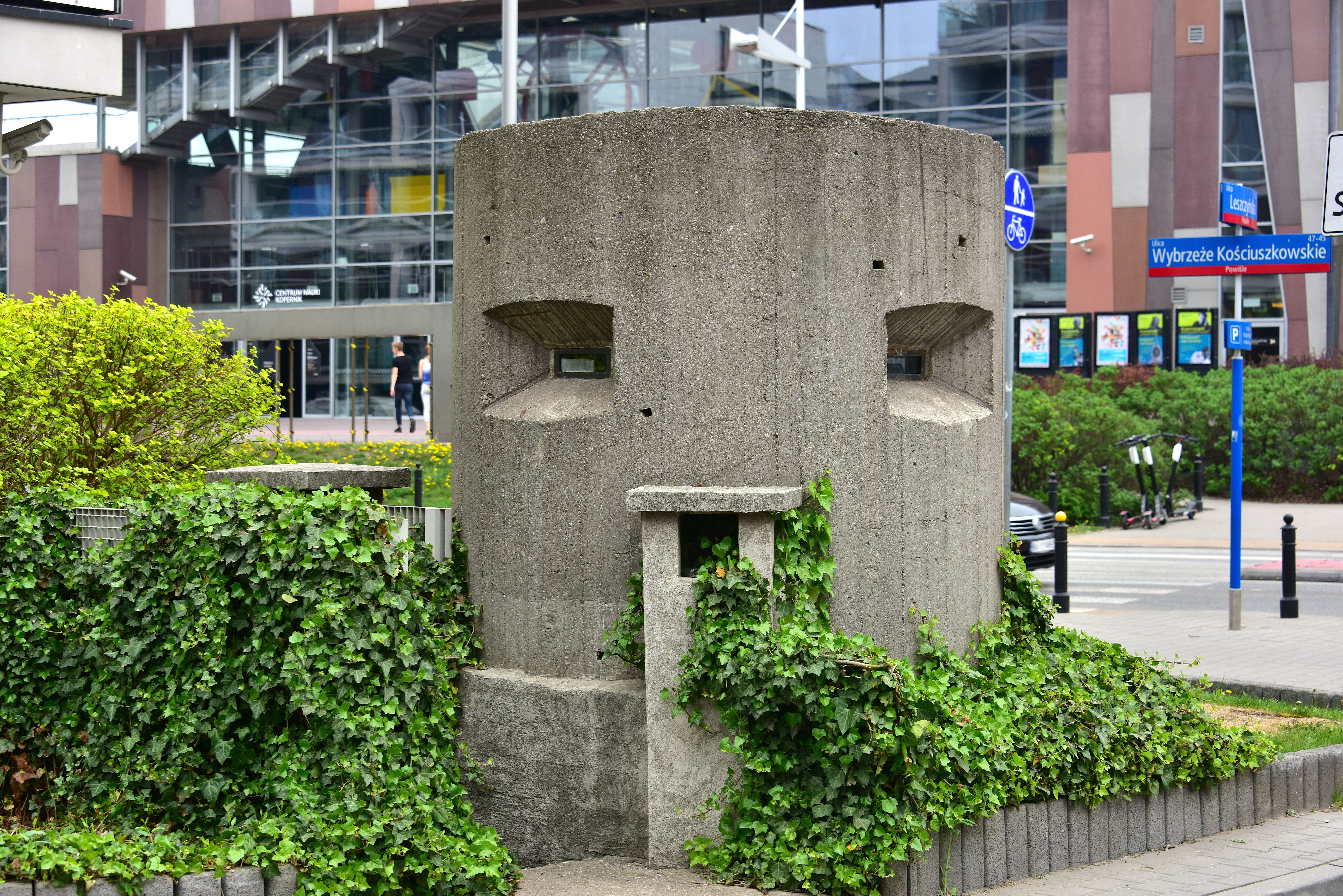
Einmannbunker deutscher Besatzungstruppen

An der Kreuzung der Kościuszko- mit der Leszczyńska-Straße und damit an der ehemaligen Zufahrt zum Kraftwerksbereich befindet sich ein erhaltener Wach- und Beobachtungsbunker aus der Zeit der deutschen Besatzung während des Zweiten Weltkriegs.